# Deutsche Schwimmmeisterschaften 1963
Die 75. Deutschen Meisterschaften im Schwimmen fanden vom 9. bis 11. August 1963 im Freibad am Stadtwaldrand in Gladbeck statt.
| Disziplin        | Männer                | Männer                  | Männer            | Frauen               | Frauen                      | Frauen            |
| Disziplin        | Name                  | Verein                  | Zeit              | Name                 | Verein                      | Zeit              |
| ---------------- | --------------------- | ----------------------- | ----------------- | -------------------- | --------------------------- | ----------------- |
| 100 m Kraul      | Uwe Jacobsen          | DSW 1912 Darmstadt      | 00:56,4           | Ursel Brunner        | SV Nikar Heidelberg         | 01:05,4           |
| 400 m Kraul      | Gerhard Hetz          | SV Hof                  | 04:25,9           | Ursel Brunner        | SV Nikar Heidelberg         | 05:07,8           |
| 1500 m Kraul     | Gerhard Hetz          | SV Hof                  | 18:30,5           | nicht ausgetragen    | nicht ausgetragen           | nicht ausgetragen |
| 200 m Brust      | Willi Donners         | Wasserfreunde Wuppertal | 02:40,1           | Wiltrud Urselmann    | Krefelder Schwimm-Klub 1909 | 02:52,1           |
| 100 m Rücken     | nicht ausgetragen     | nicht ausgetragen       | nicht ausgetragen | Helga Schmidt-Neuber | TSV 1846 Mannheim           | 01:14,9           |
| 200 m Rücken     | Ernst-Joachim Küppers | Waspo Nordhorn          | 02:17,0           | nicht ausgetragen    | nicht ausgetragen           | nicht ausgetragen |
| 100 m Delphin    | nicht ausgetragen     | nicht ausgetragen       | nicht ausgetragen | Heike Hustede        | VfL Osnabrück               | 01:09,6           |
| 200 m Schmettern | Werner Freitag        | ATS Bremerhaven         | 02:19,5           | nicht ausgetragen    | nicht ausgetragen           | nicht ausgetragen |
| 400 m Lagen      | Gerhard Hetz          | SV Hof                  | 05:05,3           | Ursel Brunner        | SV Nikar Heidelberg         | 05:49,1           |
| 4 × 100 m Kraul  | DSW 1912 Darmstadt    | DSW 1912 Darmstadt      | 03:35,6           | nicht ausgetragen    | nicht ausgetragen           | nicht ausgetragen |
| 4 × 200 m Kraul  | DSW 1912 Darmstadt    | DSW 1912 Darmstadt      | 08:49,6           | nicht ausgetragen    | nicht ausgetragen           | nicht ausgetragen |
| 4 × 100 m Lagen  | nicht ausgetragen     | nicht ausgetragen       | nicht ausgetragen | DSW 1912 Darmstadt   | DSW 1912 Darmstadt          | 05:14,5           |